# ミヒャエル・ラングレン
ミヒャエル・ラングレン（Michael Florent van Langren、ラングレヌスとも呼ばれる、1598年 - 1675年）は、17世紀のネーデルラント（現ベネルクス三国）の数学者・天文学者。1645年に最初の月の地図を出版した。

## 人物
オランダの地図製作者アーノルト・ファン・ラングレンの息子である。ミヒャエルが生まれたとき、一家は宗教的な理由で、南ネーデルラントに移住していた。1645年最初の印刷された月面図 Plenilunium（『満月』）を出版した。この中で月の表面の模様の暗い部分に海(Mare) や大洋(oceanus)をつけて命名し、多くの功績を残しブリュッセルで没した。
月のクレーター、ラングレヌスはラングレンの名にちなんで命名された。